# Alkilacija
Alkilacija je transfer alkil grupe sa jednog molekula na drugi. Alkil grupa se može preneti kao alkil karbokatjon, slobodni radikal, karbanjon ili karben (ili njihovi ekvivalenti). Alkil grupe su verovatno najbrojnije grupe u organskoj hemiji, te su alkilirajući agensi u veoma širokoj upotrebi. Mnogi biološki ciljni molekuli ili njihovi sintetički prekurzori su formirani od alkil lanaca sa specifičnim funkcionalnim grupama u specifičnom poretku. Selektivna alkilacija, ili dodavanje delova lanca sa željenim funkcionalnim grupama se koristi posebno kad ne postoji zajednički biološki prekurzor. Alkilacija sa samo jednim ugljenikom se naziva metilacija.
U kontekstu rafinacije nafte, alkilacija se odnosi na specifičnu alkilaciju izobutana sa olefinima. To je jedan od glavnih aspekata poboljšavanja kvaliteta nafte.
U medicini, alkilacija DNK se koristi u hemoterapiji da bi se oštetila DNK ćelija kancera. Alkilacija se obavlja klasom lekova zvanih alkilirajući citostatici.

## Literatura
- Stefanidakis, G.; Gwyn, J.E. (1993). „Alkylation”.  Ур.: John J. McKetta. Chemical Processing Handbook. CRC Press. стр. 80—138. ISBN 978-0-8247-8701-1.

## Spoljašnje veze
- Pravljenje polikarbonatna
- Alkylating+agents на 